# Onthophagus saleyeri
Onthophagus saleyeri är en skalbaggsart som beskrevs av Lansberge 1883. Onthophagus saleyeri ingår i släktet Onthophagus och familjen bladhorningar. Inga underarter finns listade i Catalogue of Life.